# Luigi Marinelli
Luigi Marinelli (ur. 24 grudnia 1956 w Perugii) – włoski literaturoznawca, polonista, slawista, krytyk związany z Uniwersytetem „La Sapienza” w Rzymie, doktor honoris causa Uniwersytetu Jagiellońskiego w Krakowie.

## Życiorys
Ukończył w 1983 roku na Uniwersytecie we Florencji studia magisterskie z filologii polskiej. Stopień doktora w zakresie filologii słowiańskiej uzyskał w 1991 roku na Uniwersytecie „La Sapienza” w Rzymie. W latach 1992–1994 zatrudniony był na stanowisku adiunkta na Uniwersytecie „Tor Vergata” w Rzymie. Od 1994 roku jest profesorem slawistyki na Uniwersytecie „La Sapienza” w Rzymie, gdzie w latach 1997–1999 był dyrektorem kursu specjalizacyjnego tłumaczenia literatura oraz w latach 2000–2003 był pierwszym koordynatorem programu studiów doktoranckich „Central and Eastern Europe Comparative Literature and Philological Studies”.
Interesują go literatura staropolska, oświecenia oraz XIX i XX wieku, stosunki polsko-włoskie i polsko-rosyjskie, teoria literatury ze szczególnym uwzględnieniem problemów historii i historiografii literackiej, a także teoria i praktyka przekładu literackiego.
Tłumaczy na język włoski z polskiego, rosyjskiego i angielskiego.
Brał udział w VI Światowym Kongresie Polonistów – współprowadził z prof. Ryszardem Nyczem panel I pt. Między dyscyplinowym profesjonalizmem a nową humanistyką: casus współczesnej teorii.

## Członkostwo
- Od 2003 – honorowy członek Towarzystwa Literackiego im. Adama Mickiewicza
- Od 2005 – członek zagraniczny Polskiej Akademii Nauk i Polskiej Akademii Umiejętności
- Członek zagraniczny Redakcji pism literaturoznawczych: „Pamiętnik Literacki”, „Prace Filologiczne”, „Przegląd Humanistyczny”, „Wiek XIX”, „Teksty Drugie”, „Biuletyn Polonistyczny”, „Postscriptum Polonistyczne”.
- Członek kapituły Nagrody Poetyckiej im. Wisławy Szymborskiej.

## Nagrody i odznaczenia
- 2007 – Złoty Medal „Gloria Artis” za wybitne zasługi dla kultury polskiej
- 2014 – Krzyż Oficerski Orderu Zasługi Rzeczypospolitej Polskiej[4]
- 2015 – Tytuł doktora honoris causa Uniwersytetu Jagiellońskiego

## Wybór publikacji
Jest autorem ponad 150 publikacji w różnych językach, m.in.:
- Historia literatury polskiej, red. L. Marinelli, tłum. M. Woźniak, Wrocław: Zakład Narodowy im. Ossolińskich, 2009. ISBN 978-83-04-04999-4.
- L. Marinelli, A. Nowicka-Jeżowa, współ. Z. Ożóg, Polski Adon. O poetyce i retoryce przekładu, Izabelin: Świat Literacki, 1997. ISBN 83-86646-55-1.[KL1]
- Tadeusz Kantor, Wielopole Wielopole, tłum. L. Marinelli, Mediolan: Ubulibri, 1981.